# Lithophane lenneri
Lithophane lenneri är en fjärilsart som beskrevs av Barnes och Benjamin 1929. Lithophane lenneri ingår i släktet Lithophane och familjen nattflyn. Inga underarter finns listade i Catalogue of Life.